# Griffiths Island
Griffiths Island (även Griffitts Island) är en ö i Australien. Den ligger i delstaten Victoria, omkring 250 kilometer väster om delstatshuvudstaden Melbourne. Arean är 0,65 kvadratkilometer. Den sträcker sig 1,2 kilometer i nord-sydlig riktning, och 1,3 kilometer i öst-västlig riktning.